# Набережночелнинская агломерация
Набережночелни́нская агломера́ция, также называемая Ка́мская (в связи с её географическим расположением в низовьях Камы) — полицентрическая городская агломерация-конурбация, по населению вторая в Республике Татарстан и, в зависимости от общей площади включаемых территорий, может быть одной из ряда миллионных агломераций России при городах-немиллионерах.
Располагается на северо-востоке республики, на обоих берегах Камы. Включает в себя 4 города республиканского подчинения (в том числе 1 городской округ) и полностью или частично от 7 до 9 муниципальных районов. Население — около 950 тыс. чел.
Развитие агломерации как ядра Камской экономической зоны республики (см. рисунок) закреплено «Схемой территориального планирования Республики Татарстан» (СТП) 2011 года, «Стратегией социально-экономического развития Республики Татарстан до 2030 года» (Стратегия-2030) и имеет серьёзные перспективы благодаря относительной молодости населения основных городов, новым производствам в Нижнекамском нефтехимическом и Набережночелнинском автомобилестроительном кластерах и в особой экономической зоне «Алабуга».

## Состав
Согласно Стратегии-2030, к зоне активного развития агломерации относятся:
| Название                                 | Население тыс. чел. |
| ---------------------------------------- | ------------------- |
| Городской округ Набережные Челны         | 548,2               |
| Елабужский район (кроме северо-запада)   | 82,2                |
| Заинский район (север)                   | 2,2                 |
| Мамадышский район (юго-восток)           | 17,1                |
| Менделеевский район (юг и центр)         | 26,2                |
| Нижнекамский район (север и центр)       | 269,9               |
| Тукаевский район (центр, запад, север)   | 28,5                |
| Граховский район (Удмуртия) (юго-восток) | 0,8                 |
| Вся агломерация:                         | 975                 |

Согласно «Схеме пространственного развития Республики Татарстан», входящей в состав СТП, в перспективе в состав широкой агломерации войдут также:
- Тукаевский район (остальные части)
- Мензелинский район (запад и центр, вкл. г. Мензелинск)
- Заинский район (центр, вкл. г. Заинск)
- Сармановский район (северо-запад, вкл. с. Сарманово).

В «Положении о территориальном планировании», входящем в состав СТП, агломерация имеет три основных центра: Нижнекамск, Набережные Челны, Елабуга. В Положении отмечается, что по мере качественного изменения градообразующих функций трёх центральных городов и усиления связей между ними, агломерация в перспективе, возможно, «расширится в западном, северном и восточном направлениях, в результате чего в состав системы войдут Мамадышская, Агрызская и Актанышская районные системы расселения».
В 2024 году планируется опубликовать мастер-план Камской агломерации в составе городов-центров Набережные Челны, Нижнекамск, Менделеевск, Елабуга.
Примечание: Нередко Набережночелнинской агломерацией ошибочно называют Камскую экономическую зону РТ.

### Населённые пункты
Крупнейшие населённые пункты (более 3 тыс. чел.) в зоне активного развития агломерации (согласно Стратегии-2030):

| г. Набережные Челны | ↗548 221 |
| г. Нижнекамск       | ↗240 842 |
| г. Елабуга          | ↗73 759  |

| г. Менделеевск     | ↗22 875 |
| г. Мамадыш         | ↘15 726 |
| пгт Камские Поляны | ↘13 910 |

| п. Круглое Поле      | ↗3836 |
| с. Бетьки            | ↘3182 |
| с. Большое Афанасово | ↗3351 |

## Экономика
Основными отраслями территорий агломерации являются: машиностроение, химическая, нефтехимическая, пищевая промышленность, электроэнергетика, промышленность строительных материалов, нефтедобыча. Наиболее крупными производствами являются ОАО «КАМАЗ» (крупнейший в России и бывшем СССР завод тяжёлых грузовиков и двигателей к ним), ПАО «Нижнекамскнефтехим» (на момент сооружения крупнейший нефтехимический завод в СССР), ГК «Соллерс», предприятия в особой экономической зоне «Алабуга».
Сооружаются крупнейший в России комбинат нефтепереработки «ТАНЕКО» и второй по величине в России автозавод «Соллерс-Форд» для выпуска полумиллиона машин в год.

### Транспорт

#### Автодороги
Через агломерацию проходят автодороги федерального значения М-7 (Волга) «Москва — Казань — Уфа» и примыкающая к ней М-7 (подъезд к Перми) «Елабуга — Ижевск — Пермь». Имеется совмещённый авто- и ж.-д. переход через Каму по плотине ГЭС в г. Наб. Челны и мост через Вятку у г. Мамадыш.
Основные автодороги регионального значения: Наб. Челны — Заинск — Альметьевск, Наб. Челны — Нижнекамск — Чистополь, Наб. Челны — Менделеевск, Наб. Челны — Сарманово — Октябрьский, подъезд к аэропорту.
В зимнее время действует ледовая переправа у с. Соколки, по которой проходит кратчайший путь из Нижнекамска в Казань.

#### Железные дороги
С севера на юг проходит ж.-д. линия Агрыз — Наб. Челны — Акбаш (линия местами однопутная и неэлектрифицированная). Проложены ж.-д. ветки на Нижнекамск, промзону «Алабуга» и другие ж.-д. ветки промышленных предприятий.

#### Воздушный транспорт
Рядом с городами Нижнекамск и Набережные Челны расположен международный аэропорт Бегишево.

#### Водный транспорт
Судоходство по Каме (в том числе по Нижнекамскому и Куйбышевскому вдхр.), Вятке. Пристани в г. Наб. Челны, Елабуга, п. Красный Ключ (Нижнекамск), Менделеевск, Мамадыш, Камские Поляны, с. Соколки. Грузовые порты в г. Наб. Челны, с. Нижнее Афанасово (Нижнекамск). Паромная переправа через Каму у с. Соколки.